# Doodskist

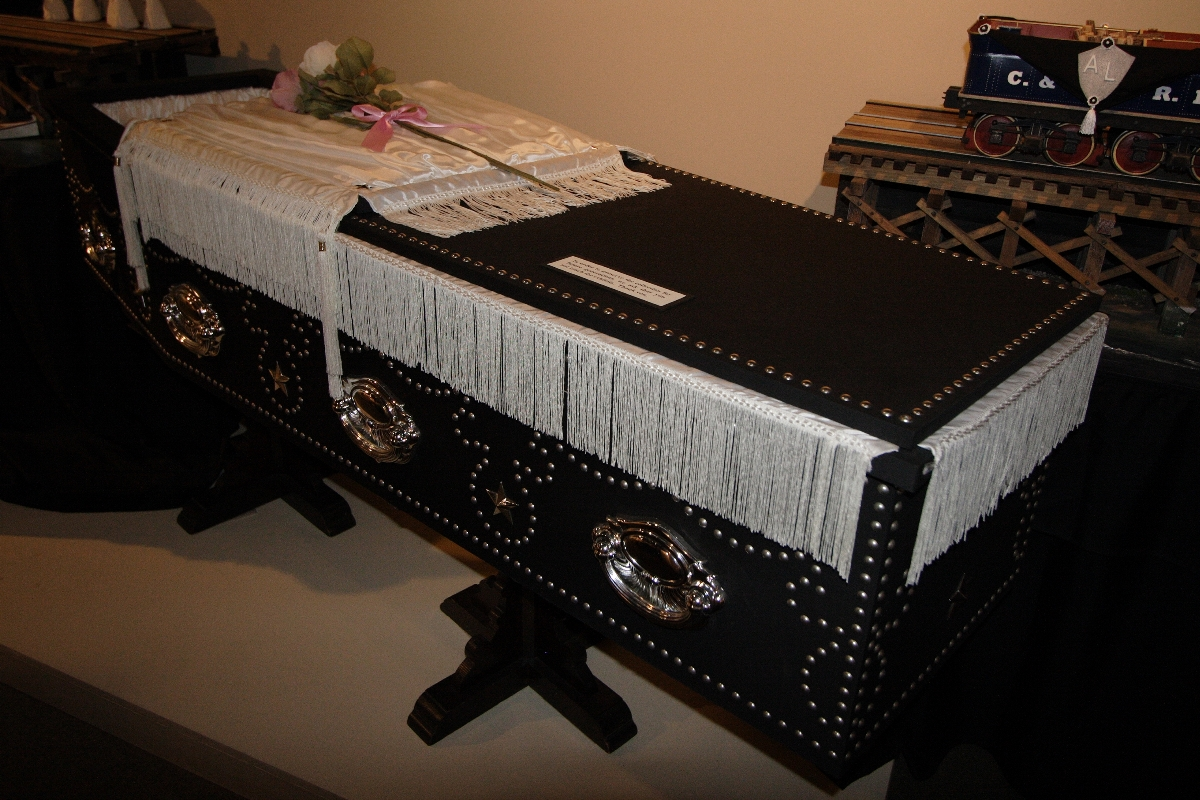
Replica van Abraham Lincolns kist, 1865

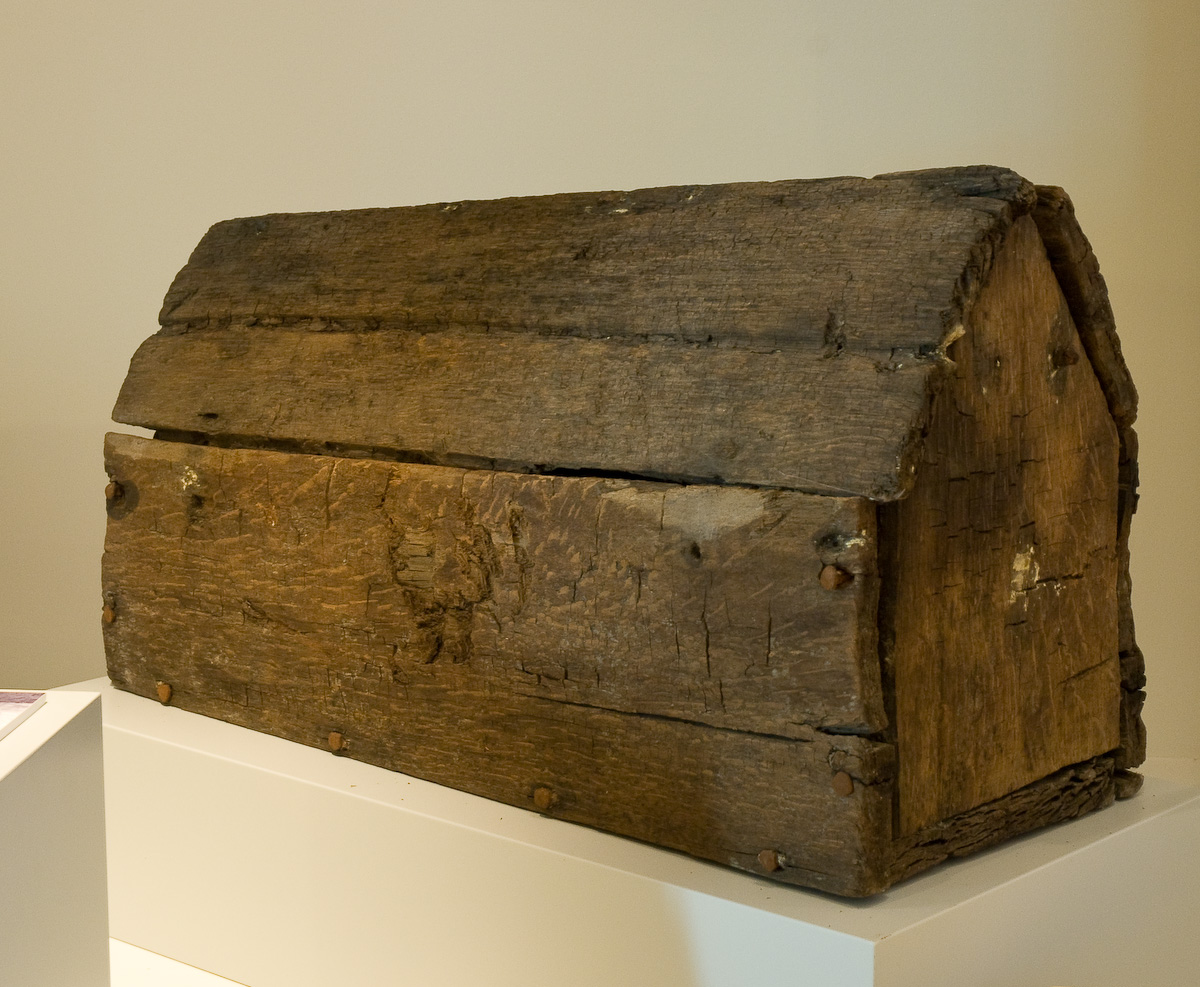
Kindergrafkist (70×40x50 cm), ca. 1600

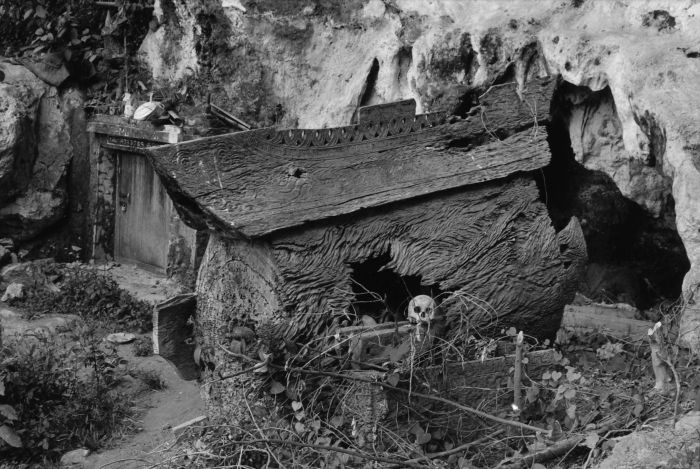
Oude doodskist met schedel, Wereldmuseum Amsterdam

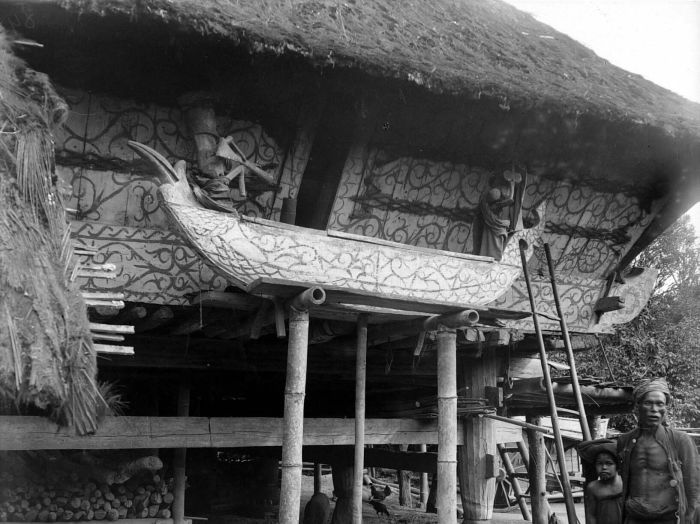
Een doodskist (Pêlankah) in Karo (Noord-Sumatra) met een bamboebuis in het midden om het lijkenvocht af te voeren

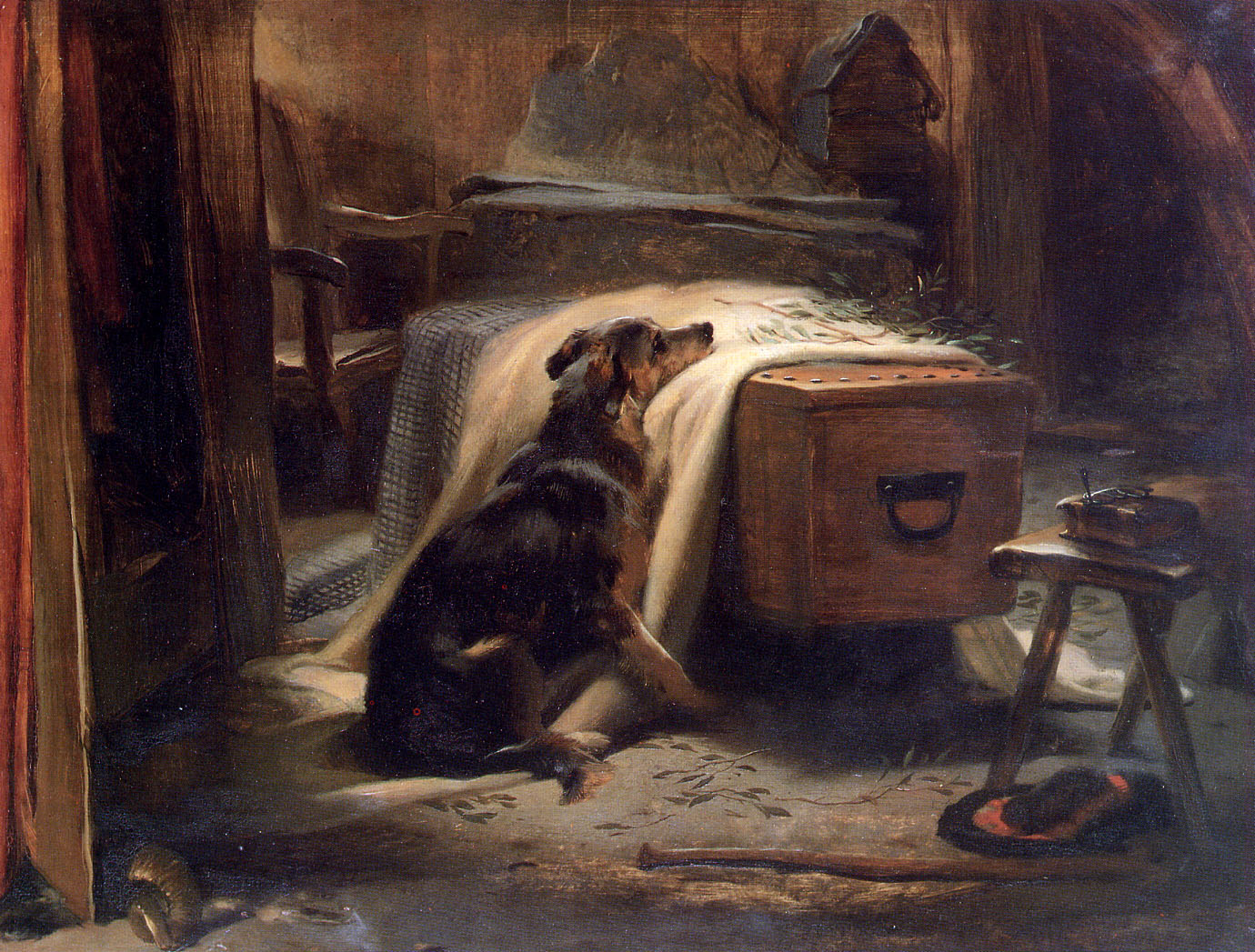
The Old Shepherd's Chief Mourner (Edwin Landseer, 1837)

Een doodskist (ook: uitvaartkist, begrafeniskist, lijkkist, grafkist of kortweg kist) is een omhulsel van hard materiaal waarin een overledene wordt begraven of gecremeerd. Onderscheiden worden wel de grafkist en de crematiekist. De materialen waarvan doodskisten worden gemaakt, verschillen per land. Het vaakst komt een doodskist van hout dan wel houtachtig materiaal zoals spaanplaat voor, terwijl in sommige landen ook metaal wordt gebruikt. Het gebruik van een metalen doodskist is in landen als Nederland echter niet toegestaan. In Nederland is het tegenwoordig ook mogelijk om in een kartonnen doodskist begraven of gecremeerd te worden.

## Lijkomhulsel
Een doodskist valt in Nederland onder het begrip “lijkomhulsel”. Ook een lijkzak (bodybag) is een vorm van lijkomhulsel en wordt in het Lijkomhulselbesluit genoemd, maar een lijkzak wordt slechts in noodsituaties zoals bij oorlog gebruikt in plaats van een doodskist bij een begrafenis. Een begrafenis zonder kist kan gebruikmaken van een ander soort lijkomhulsel, zoals een lijkwade die dan veelal op een draagbaar wordt gelegd. Dit is een doek gemaakt van stof zoals katoen of zijde, die het gehele lichaam omwikkelt.
In Nederland geldt het Lijkomhulselbesluit 1998 voor toepassing van materialen bij de vervaardiging van een lijkomhulsel. Het besluit geeft aan dat “Een kist of ander omhulsel mag niet zijn vervaardigd met toepassing van kunststoffen of metalen.” Deze aanwijzing geldt echter niet voor “kunststoffen of metalen die worden gebruikt voor handvatten, ornamenten en verbindingselementen als spijkers, schroeven, nieten of klemmen”.
Deze wetgeving is voornamelijk gericht op het milieu, waarbij toepassing van milieuonvriendelijke materialen en stoffen wordt geweerd.
In 2013 werd deze wettekst vervangen door het Besluit op de lijkbezorging (geldend van 2013 tot en met 2019). De Landelijke Organisatie van Begraafplaatsen (LOB) kwam daarop met aanvullende bepalingen onder meer aangaande de vertering.

## Zelfde kist crematie/begrafenis
Men spreekt wel van een crematiekist wanneer er gebruik wordt gemaakt van een functionele, veelal sobere en vaak ook goedkopere kist (of soms eigenlijk doos) wordt gebruikt. Veelal is deze kist duurzamer (lees: ecologisch meer verantwoord) ten opzichte van de sierkist (ook wel: buitenkist). Lange tijd werd er niet per se verschil gemaakt in kisten voor crematie of begrafenis. Dit is veranderd in een tijdperk van meer ecologisch bewustzijn.
Wanneer bij het cremeren ook de sierkist wordt verbrand, dan worden vaak de handvatten van metaal en de ornamenten voordat de verbranding plaatsvindt van de kist verwijderd.

## Inhoud kist
Het Nederlandse Lijkomhulselbesluit betrof alleen het omhulsel. Er bestaat geen wetgeving met betrekking tot milieuonvriendelijke stoffen die men bij de uitvaart aan de overledene meegeeft. Wel kan een crematorium of begraafplaats regels stellen met betrekking tot de inhoud van de kist om zo milieuonvriendelijke stoffen te weren.

## Stenen doodskist
Een stenen doodskist wordt sarcofaag genoemd. Een speciaal type hiervan uit Indonesië is de waruga.

## Ongevallen-/transportkist
Een speciaal ontwikkelde lucht- en vloeistofdichte kist voor het vervoeren of tijdelijk bewaren van een stoffelijk overschot ten gevolge van een ongeval, ramp of misdaad.

## Eufemismen
Vanwege het taboe op de dood zijn er verschillende eufemismen in gebruik:
- houten jas
- laatste jas
- zes plankjes (kassie-zes)
- planken wambuis
- glazen kistje.